# Jameson Whiskey

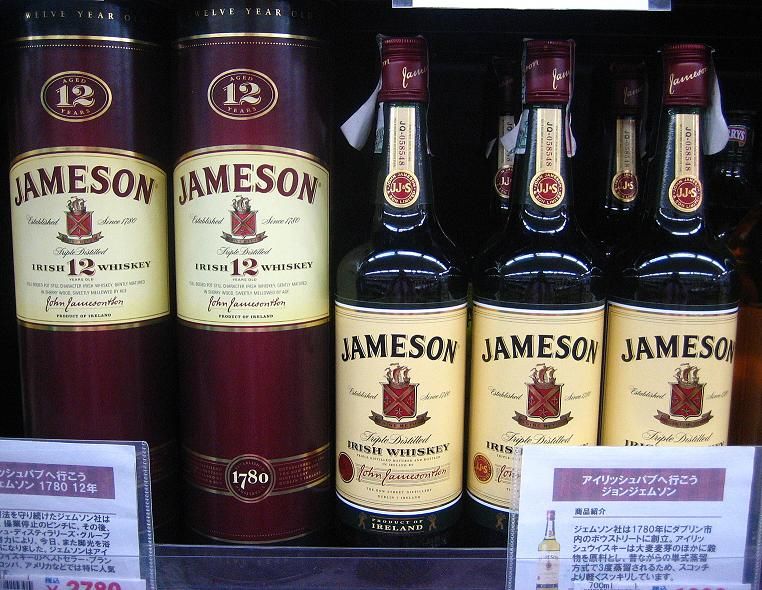
Jameson Whiskey

Jameson is een Ierse whiskey. Het bedrijf werd in 1780 in Dublin opgericht door John Jameson. In 1966 ontstond de Irish Distillers Group door een samenwerkingsverband tussen Cork Distillers, Jameson and John Powers. De distilleerderij in Middleton produceert de meeste Ierse whiskey. Jameson is de best verkochte Ierse whiskey ter wereld.
Het merk Jameson is in handen van het Franse Pernod Ricard. In het gebroken boekjaar 2023/24 verkocht Pernod Ricard 10,7 miljoen dozen van negen liter van dit merk whiskey.

## Bedrijfsgeschiedenis
In 1780 kocht John Jameson, een Schotse zakenman en de overgrootvader van Guglielmo Marconi, de Bow Street Distillery die toen zo'n 30.000 liter per jaar produceerde. Tegen de eeuwwisseling was het de tweede producent in Ierland en een van de grootste in de wereld met een productie van een miljoen liter per jaar. Dublin was op dat moment het centrum van de whiskeywereld. Het was na rum de populairste sterkedrank en internationaal was Jameson, tegen 1805, de populairste whiskey. Vandaag de dag Jameson is de derde Single Malt Whiskey producent ter wereld.
Door de jaren heen heeft het bedrijf een aantal zware klappen te verduren gehad. De drankbestrijding in Ierland had een grote impact, maar de twee belangrijkste gebeurtenissen die Jameson internationaal troffen waren de Ierse onafhankelijkheidsoorlog en de daaropvolgende oorlog met de Britten, die Jameson de handel met het Gemenebest ontzegde, en kort daarna de invoering van het alcoholverbod in de Verenigde Staten. Terwijl de Schotse merken gemakkelijk over de Canadese grens gesmokkeld konden worden, werd Jameson voor vele jaren van de grootste markt uitgesloten.